# 白い濁流
『白い濁流』（しろいだくりゅう）は、2021年8月22日からNHK BSプレミアム「プレミアムドラマ」で毎週日曜 22時00分 - 22時49分に放送されたテレビドラマ。主演は伊藤淳史。

## 概要
研究者の好並一樹と幼なじみの河原智子、研究者仲間の柏木航の3人が主要人物。
2人は研究者として同じ大学でポストを競うライバルでありつつも、夢を語り合っていた。ある日、一樹の画期的な発見が発端となり、特許を巡る企業間競争が発生。そして2人は、不正に加担せざるを得ない状況に追い込まれる。
それを新聞記者の智子に知られてしまい、3人の関係に変化が。
論文の不正やデータ改ざん。日本の科学が直面する諸問題を背景に、彼らの人間模様をサスペンスフルに描いた社会派エンターテインメント作品。

## キャスト

### 主要人物
好並一樹（よしなみ かずき）
演 - 伊藤淳史
研究者。
河原智子（かわはら ともこ）
演 - 佐々木希
一樹の幼なじみ。新聞記者。
柏木航（かしわぎ わたる）
演 - 桐山漣
一樹の研究者仲間。
北野葉子
演 - 藤野涼子
隆二の娘。
山本英明
演 - 矢島健一
一樹の研究室の指導教授。
羽佐間直美
演 - 萩原みのり
シングルマザー。一人娘の雪乃がいる。
北野孝彦
演 - 泉澤祐希
隆二の息子。
秋葉聡一郎
演 - 神尾佑
北野堂製薬の食品添加物部門長。
森山直也
演 - 岡部たかし
北野堂製薬の営業。
北野芳子
演 - とよた真帆
隆二の妻。
好並君枝
演 - キムラ緑子
一樹の母。
北野隆二
演 - 西村まさ彦
北野堂製薬の社長。

## スタッフ
- 原作 - 小薮浩二郎
- 脚本 - 池田奈津子
- 音楽 - 信澤宣明
- 制作統括 - 海辺潔（NHK）、関口静夫（FCC）
- プロデューサー - 郷田悠（FCC）
- 演出 - 水田成英、宮本理江子、佐々木詳太

## 放送日程
| 話数   | 放送日   | サブタイトル   | 演出       |
| ------ | -------- | -------------- | ---------- |
| 第1話  | 08月22日 | 運命の依頼     | 水田成英   |
| 第2話  | 08月29日 | 発見は誰のもの | 水田成英   |
| 第3話  | 09月05日 | 裏切りの研究   | 宮本理江子 |
| 第4話  | 09月12日 | 地獄の入口     | 宮本理江子 |
| 第5話  | 09月19日 | 亡者の反撃     | 水田成英   |
| 第6話  | 09月26日 | 悪魔のささやき | 佐々木詳太 |
| 第7話  | 10月03日 | 滅びの発火点   | 宮本理江子 |
| 最終話 | 10月10日 | 戻れない河     | 水田成英   |